# Josef Kümpel
Josef Kümpel (* 16. August 1915; † 11. Juli 1992) war ein deutscher Politiker (CDU).

## Ausbildung und Beruf
Josef Kümpel besuchte die Volksschule und das Gymnasium, an dem er die Reifeprüfung ablegte. Er absolvierte eine Ausbildung zum Reichsbahninspektor-Anwärter. 1942 erfolgte die Fachprüfung und Ernennung zum Reichsbahninspektor. Ab August 1953 war er Bundesbahn-Oberinspektor. Von 1938 bis 1958 war er bei den Eisenbahndirektionen Frankfurt/Oder, Oppeln und Wuppertal tätig.

## Politik
Josef Kümpel war Mitglied der CDU. Als Stadtverordneter in Wuppertal wirkte er ab 1956. Er war ab 1949 Mitglied der Gewerkschaft Deutscher Bundesbahnbeamter und Anwärter im Deutschen Beamtenbund. Ab 1953 fungierte Kümpel als Bezirksvorsitzender und Mitglied des Bundeshauptvorstandes des Deutschen Beamtenbundes. Er war auch Mitglied des Landesbundvorstandes Nordrhein-Westfalen des Deutschen Beamtenbundes.
Josef Kümpel war vom 21. Juli 1958 bis zum 20. Juli 1962 direkt gewähltes Mitglied des 4. Landtages von Nordrhein-Westfalen für den Wahlkreis 054 Wuppertal II.